# Donald O. Hebb
Donald O Hebb (Chester, Új-Skócia, 1904. július 22. – Chester, 1985. augusztus 20.) német származású kanadai neuropszichológus. A neuropszichológia atyja, fő érdeklődési területe az idegsejtek működése, és ennek hatása az olyan pszichológiai folyamatokra, mint a tanulás.

## Élete
Donald O. Hebb 1904-ben született az új-skóciai (kanadai tartomány) Chesterben. Szülei, Arthur és Clara Hebb orvosok voltak. Édesanyjára erőteljes hatást gyakorolt az olasz orvos, Maria Montessori (1870-1952) elképzelése, miszerint a gyereknevelésben először a képességek fejlesztésére és a személyiség formálására kell helyezni a hangsúlyt, és csak aztán a tudás bővítésére. Ennek szellemében Donald egészen nyolcéves koráig otthon nevelkedett. Mikor iskolába került, teljesítménye lenyűgözte tanárait, tudása jóval meghaladta társaiét. 
Érettségi után a Dalhousie Egyetemen folytatta tanulmányait, leghőbb vágya az volt, hogy  regényíró legyen. 1925-ben diplomázott, majd egykori chesteri iskolájában helyezkedett el tanárként. Donald, vagy ahogy barátai hívták D. O., akkor fordult a pszichológia felé, amikor megismerkedett Sigmund Freud, William James és John B. Watson műveivel. Beiratkozott a McGill Egyetemre, ahol elsősorban a pavlovi kondicionálás iránt érdeklődött, szakdolgozatát A feltételes és feltétlen kondicionálás és gátlás címmel írta. Doktori tanulmányait a neves behaviorista pszichológus, Karl Lashley irányítása mellett végezte, akivel a sötétben és normál körülmények között nevelt patkányok agyműködést vizsgálta. 1936-ban, miután a Harvard Egyetemen megszerezte doktori címét, Lashley kutatási asszisztense lett. Később visszautazott Montreálba, ahol a Neurológiai Intézetben a neves kanadai pszichológussal, Penfielddel az emberi agy működését kutatta. Két évre rá Lashley meghívta Hebbet Floridába, ahol öt évig a főemlősök agyműködést tanulmányozta: “Ez alatt az öt év alatt többet tanultam az emberi lényekről, mint életemben bármikor. Leszámítva életem első öt évét. Amit nem lehet észrevenni az emberben, kimutatható egy másik fajban” – nyilatkozta. Az élménydús időszak után visszatért a McGill Egyetemre, és megírta fő művét The Organization of Behaviour címmel, melynek alapgondolata, hogy az egyszerre tüzelő idegsejtek között erősebb lesz a kapcsolat. Tézise a pszichológiára és a fiziológiára egyaránt óriási hatást gyakorolt. 
1947-ben a McGill Egyetem pszichológia professzorává nevezték ki, 1972-ben vonult vissza.  Tiszteletére Donald O. Hebb-díjjal jutalmazzák az arra érdemes kanadai tudósokat.

## Magánélete
Második házasságából két lánya született: Mary Ellen és Jane Paul. Kedvelte az irodalmat, gyakran szavalt verseket, és énekelt lányainak.

## Ismert tanítványai
- Donald Forgays
- Steven Harnard
- Helen Mahut
- Brenda Milner
- Mortimer Mishkin
- Ronald Melzack

## Magyarul megjelent művei
- A pszichológia alapkérdései; ford. Czigler István et al.; Gondolat, Budapest, 1975
- Összegeződés és tanulás a percepcióban; in: A tanulás szerepe az emberi észlelésben. Budapest: Gondolat, 1975